# Corredor Nordeste
O Corredor Nordeste (em inglês:  Northeast Corridor; NEC) é uma linha ferroviária eletrificada no nordeste dos Estados Unidos, na região da megalópole de BosWash. Com 735,5 km de comprimento, se estende por 8 estados além do distrito de Colúmbia. É a linha ferroviária mais movimentada dos Estados Unidos e da América do Norte, com 260 milhões de passageiros transportados em 2015. O NEC conecta as metrópoles de Washington, DC, Baltimore, Filadélfia, Nova Iorque e Boston.
A linha é propriedade principalmente da Amtrak, mas com trechos de propriedade de três estados. Além dos serviços intercidades da Amtrak, a única com serviços que se estendem pra toda a linha, como o Acela e o Northeast Regional, o NEC é servido  por 8 serviços suburbanos, como a Long Island Rail Road, além de empresas de transporte de carga, totalizando diariamente cerca de 2.100 trens de passageiros e 60 de carga.
O NEC foi construído entre 1830 e 1917, com sua eletrificação ocorrendo entre 1905 e 1938. O primeiro projeto de melhorias para a linha começou a partir de uma parceria-pública privada com a Pennsylvania Railroad em 1965. A propriedade da linha foi unificada com a criação da Penn Central, e após a falência da companhia, passou gradualmente para a Amtrak. A linha estava em péssimo estado na ocasião da falência da Penn Central, então a Amtrak trabalhou juntamente com o governo para obter financiamento para o projeto de melhoria do NEC, que ocorreu entre 1976 e 1998 e custou 4 bilhões de dólares, o que possibilitou a introdução do serviço Acela em 2000.